# Разрешение на временное проживание
Разрешение на временное проживание — документ, предоставляющий иностранному гражданину или лицу без гражданства право на проживание в стране в течение срока его действия и оформленный в установленном законодательством порядке.
Органами, уполномоченными на выдачу разрешений на временное проживание, как правило, являются органы внутренних дел и миграционные службы.
Государством могут устанавливаться квоты на выдачу такого рода разрешений.

## В России
Разрешение на временное проживание оформляется в виде отметки в документе, удостоверяющем личность иностранного гражданина или лица без гражданства, либо в виде документа установленной формы.
Разрешение на временное проживание выдаётся иностранным гражданам (или лицам без гражданства) в пределах квот, ежегодно устанавливаемых Правительством РФ.
Законом предусмотрены случаи получения РВП без учёта этих квот. РВП вне квоты может быть выдано иностранному гражданину или лицу без гражданства:
- родившемуся на территории РСФСР и состоявшему в прошлом в гражданстве СССР или родившемуся на территории Российской Федерации;
- признанному нетрудоспособным и имеющему дееспособных сына или дочь, состоящих в гражданстве Российской Федерации;
- гражданам Республики Казахстан, Республики Молдовы и Украины;
- имеющему хотя бы одного нетрудоспособного родителя, состоящего в гражданстве Российской Федерации;
- состоящему в браке с гражданином Российской Федерации, имеющим место жительства в Российской Федерации;
- осуществившему инвестиции в Российской Федерации в размере, установленном Правительством Российской Федерации[3];
- поступившему на военную службу, на срок его военной службы;
- являющемуся участником Государственной программы по оказанию содействия добровольному переселению в Российскую Федерацию соотечественников, проживающих за рубежом, и членам его семьи, переселяющимся совместно с ним в Российскую Федерацию;
- имеющему ребёнка, состоящего в гражданстве Российской Федерации;
- имеющему сына или дочь, достигших возраста восемнадцати лет, состоящих в гражданстве Российской Федерации и решением суда, вступившим в законную силу, признанных недееспособными либо ограниченными в дееспособности;
- не достигшему возраста восемнадцати лет, получающему разрешение на временное проживание совместно с родителем (усыновителем, опекуном, попечителем) — иностранным гражданином, имеющим право получить РВП вне квоты по вышеуказанным основаниям;
- не достигшему возраста восемнадцати лет, получающему разрешение на временное проживание по заявлению родителя (усыновителя, опекуна, попечителя) — гражданина Российской Федерации;
- достигшему возраста восемнадцати лет, в соответствии с законодательством иностранного государства признанному недееспособным либо ограниченным в дееспособности, получающему разрешение на временное проживание совместно с родителем (усыновителем, опекуном, попечителем) — иностранным гражданином, получающем РВП вне квоты;
- достигшему возраста восемнадцати лет, в соответствии с законодательством иностранного государства признанному недееспособным либо ограниченным в дееспособности, получающему разрешение на временное проживание по заявлению родителя (усыновителя, опекуна, попечителя) — гражданина Российской Федерации;
- в иных случаях, предусмотренных федеральным законом[4].

Процедура получения разрешения на временное проживание в Российской Федерации заключается в сборе необходимого пакета документов, в зависимости от основания получения разрешения на временное проживание.

## Квоты на РВП в России на 2014 год
Распоряжением Правительства № 2231-р (ноябрь 2013), цитата: «Установить на 2014 год квоту на выдачу иностранным гражданам и лицам без гражданства 95880 разрешений на временное проживание в Российской Федерации с распределением по субъектам Российской Федерации согласно приложению».

## Квоты на РВП в России на 2017 год
Распоряжением Правительства № 2428-р от 15 ноября 2016 года на 2017 год установлена квота на получение разрешения на временное проживание в России иностранными гражданами в размере 110 880 шт. с распределением по субъектам Российской Федерации. 